# Stdio.h
stdio.h é um cabeçalho da biblioteca padrão do C. Seu nome vem da expressão inglesa standard input-output header, que significa "cabeçalho padrão de entrada/saída".
Possui definições de subrotinas relativas às operações de entrada/saída, como leitura de dados digitados no teclado e exibição de informações na tela do programa de computador. Também possui numerosas definições de constantes, variáveis e tipos. É um dos cabeçalhos mais populares da linguagem de programação C, intensivamente utilizado tanto por programadores iniciantes como por experientes.
Abaixo temos 4 funções desta biblioteca que são muito utilizadas:
printf() — Função usada para imprimir dados na tela
scanf() — Função usada para capturar dados do usuário
fprintf() — Função usada para imprimir dados em arquivo
fscanf() — Função usada para ler dados de arquivos